# Dominik Windisch
Pour les articles homonymes, voir Windisch (homonymie).
Dominik Windisch, né le 6 novembre 1989 à Brunico, est un biathlète italien. Il est sacré champion du monde de la mass-start 2019 à Östersund, rejoignant sa compatriote Dorothea Wierer titrée le même jour dans la même discipline. Il est aussi triple médaillé de bronze olympique en 2014 et 2018, deux fois en relais mixte et une fois sur le sprint.
Son frère Markus est également un biathlète de haut niveau.

## Carrière
Membre du club de l'armée CS Esercito, il dispute sa première compétition internationale dans la Coupe d'Europe junior en 2007. Il intègre l'équipe nationale en 2008, année où il remporte une médaille de bronze aux Championnats du monde junior à Ruhpolding. En 2010, Windisch court dans l'IBU Cup chez les séniors et y réalise de bonnes performances, incluant une cinquième place à Pokljuka. et fait ses débuts dans l'élite mondiale en mars 2011 aux Championnats du monde à Khanty-Mansiïsk où il se classe 56e de l'individuel. Lors de la saison 2011-2012, il se fait remarquer dès la première étape à Östersund, où il marque ses premiers points dans la Coupe du monde avec une 23e place sur le sprint, avant de finir en vainqueur du relais d'Oberhof devant les Russes avec son frère Markus, Christian de Lorenzi et Lukas Hofer. En mars 2013, Windisch s'immisce dans le top dix au sprint de Sotchi, terminant à la cinquième place, à neuf secondes du podium.
Lors des Jeux olympiques de 2014 à Sotchi, Dominik Windisch décroche la médaille de bronze dans l'épreuve du relais mixte (2 × 6 + 2 × 7,5 km), en compagnie de Dorothea Wierer, Karin Oberhofer et Lukas Hofer.
Il empoche sa première victoire individuelle sur la mass start de Canmore le 6 février 2016. Il est aussi deux fois dans le top plus tard aux Championnats du monde à Holmenkollen, avec une cinquième place et une quatrième place. En 2016-2017, Windisch devient un peu plus régulier, enregistrant son meilleur classement général dans la Coupe du monde avec le quatorzième rang et deux podiums sur le site d'Oberhof.
Aux Jeux olympiques d'hiver de 2018, il remporte la médaille de bronze sur le sprint de très peu devant Julian Eberhard, puis gagne à nouveau le bronze sur le relais mixte comme en 2014.
En ouverture des championnats du monde 2019 à Östersund, il s'empare de la médaille de bronze du relais mixte avec Dorothea Wierer, Lisa Vittozzi et Lukas Hofer. Lors de la dernière course des Mondiaux, la mass-start disputée le 17 mars, il visite la boucle de pénalité trois fois, à chacun de ses trois premiers passages au stand. Il navigue autour de la quinzième place au moment du 4e tir (debout), alors que Johannes Thingnes Bø est arrivé en tête sur le stand 54 secondes avant lui en compagnie d'Evgeniy Garanichev. Mais dans le vent et sous la neige, le Norvégien rate ses cinq cibles, Garanichev en manque quatre, tous les autres concurrents commettent également des fautes, tandis que l'Italien fait le plein. Il repart donc en tête sans bien comprendre ce qui lui arrive, mais est très vite renseigné, accélère, et remporte son premier titre mondial, plus de 22 secondes devant Antonin Guigonnat et Julian Eberhard.  
Individuellement moins en réussite au cours de la saison 2019-2020 (aucun podium), il obtient la médaille d'argent du relais mixte à domicile à Antholz aux Championnats du monde 2020.
Aux Jeux olympiques de Pékin 2022, il obtient notamment la cinquième place de la mass start. Il arrête sa carrière à l'issue de cette saison.

## Palmarès

### Jeux olympiques
| Édition \ Épreuve | Individuel | Sprint                              | Poursuite | Mass start | Relais | Relais mixte                        |
| ----------------- | ---------- | ----------------------------------- | --------- | ---------- | ------ | ----------------------------------- |
| Sotchi 2014       | 65e        | 11e                                 | 25e       | 25e        | 5e     | Médaille de bronze, Jeux olympiques |
| Pyeongchang 2018  | 50e        | Médaille de bronze, Jeux olympiques | 16e       | 17e        | 12e    | Médaille de bronze, Jeux olympiques |
| Pékin 2022        | 14e        | 30e                                 | 26e       | 5e         | 7e     | —                                   |

Légende :
- : troisième place, médaille de bronze
- — : Non disputée par Dominik Windisch

### Championnats du monde
| Édition \ Épreuve       | Individuel | Sprint | Poursuite | Mass start           | Relais | Relais mixte              | Relais mixte simple              |
| ----------------------- | ---------- | ------ | --------- | -------------------- | ------ | ------------------------- | -------------------------------- |
| Khanty-Mansiïsk 2011    | 56e        | —      | —         | —                    | —      | —                         | Épreuve inexistante à cette date |
| Ruhpolding 2012         | —          | 68e    | —         | —                    | 4e     | —                         | Épreuve inexistante à cette date |
| Nové Město 2013         | 18e        | 58e    | 33e       | —                    | 7e     | 4e                        | Épreuve inexistante à cette date |
| Kontiolahti 2015        | 91e        | 23e    | 35e       | —                    | 12e    | 7e                        | Épreuve inexistante à cette date |
| Oslo 2016               | 60e        | 5e     | 28e       | 4e                   | 11e    | 8e                        | Épreuve inexistante à cette date |
| Hochfilzen 2017         | 21e        | 18e    | 25e       | 24e                  | 5e     | 4e                        | Épreuve inexistante à cette date |
| Östersund 2019          | 29e        | 27e    | 17e       | Médaille d'or, monde | 15e    | Médaille de bronze, monde | —                                |
| Antholz-Anterselva 2020 | 75e        | 48e    | 51e       | 14e                  | 7e     | Médaille d'argent, monde  | —                                |
| Pokljuka 2021           | 45e        | 34e    | 36e       | —                    | 6e     | —                         | —                                |

Légende :
- : première place, médaille d'or
- : deuxième place, médaille d'argent
- : troisième place, médaille de bronze
- — : non disputée par Dominik Windisch
- : pas d'épreuve

### Coupe du monde
- Meilleur classement général : 14e en 2017.
- 5 podiums individuels : 2 victoires et 3 troisièmes places.
- 4 podiums en relais : 1 victoire, 1 deuxième place et 2 troisièmes places.
- 11 podiums en relais mixte : 2 victoires, 4 deuxièmes places, 5 troisièmes places.

Mise à jour le 16 mars 2021

#### Détail des victoires
| Saison / Épreuve | Individuel | Sprint | Poursuite | Mass start               | Total |
| 2015-2016        |            |        |           | Canmore                  | 1     |
| 2018-2019        |            |        |           | Östersund (Ch. du monde) | 1     |
| Total            | 0          | 0      | 0         | 2                        | 2     |

#### Classements en Coupe du monde
| Saison    | Classement général final | Individuel | Sprint | Poursuite | Mass start |
| 2010-2011 | nc                       | nc         | nc     |           |            |
| 2011-2012 | 77e                      | nc         | 67e    | 86e       |            |
| 2012-2013 | 39e                      | 13e        | 30e    | 51e       |            |
| 2013-2014 | 45e                      | nc         | 40e    | 45e       | -          |
| 2014-2015 | 39e                      | 30e        | 45e    | 46e       | 41e        |
| 2015-2016 | 22e                      | 50e        | 20e    | 37e       | 9e         |
| 2016-2017 | 14e                      | 29e        | 13e    | 9e        | 18e        |
| 2017-2018 | 21e                      | 46e        | 19e    | 26e       | 12e        |
| 2018-2019 | 17e                      | 19e        | 23e    | 21e       | 16e        |
| 2019-2020 | 25e                      | nc         | 28e    | 23e       | 16e        |
| 2020-2021 | 38e                      | nc         | 39e    | 33e       | 35e        |
| 2021-2022 | 56e                      | nc         | 39e    | 59e       | -          |

### Championnats du monde junior
- Médaille de bronze du relais en 2008.

### Jeux mondiaux militaires d'hiver
| Épreuve / Édition    | Annecy 2013 |
| Sprint par équipes   | Or          |
| Patrouille masculine | Bronze      |